# Motomondiale 2000
La stagione 2000 è stata la cinquantaduesima del Motomondiale; il numero di prove restò invariato rispetto all'anno precedente però i Gran premi di Imola e d'Argentina lasciarono spazio al ritorno del Gran Premio motociclistico del Portogallo e al nuovo Gran Premio motociclistico del Pacifico con quest'ultimo che rappresentava una seconda prova disputatasi in territorio giapponese.

## Il contesto
Nessuna nuova regola venne introdotta, vennero però per la prima volta disputate delle sessioni di prova prima dell'inizio della stagione a cui partecipavano contemporaneamente tutti i team, organizzate sul circuito di Jerez de la Frontera e su quello di Valencia.
Durante la stagione vennero anche fissate le basi per l'introduzione, dal motomondiale 2002 della nuova classe destinata a sostituire la 500, la MotoGP.
Iniziata il 19 marzo con il Gran Premio motociclistico del Sudafrica spostato come prima prova mentre l'anno precedente era la penultima, la stagione proseguì con le due trasferte asiatiche di Malaysia e Giappone e le 10 prove disputate in Europa fino a settembre. Per gli ultimi tre gran premi vi furono invece trasferte dapprima in Sudamerica (solo in Brasile data la sparizione della gara in Argentina), in Giappone come ad inizio anno e infine in Oceania dove il campionato terminò con il Gran Premio motociclistico d'Australia il 29 ottobre.
L'annata ha visto laurearsi campioni del mondo Kenny Roberts Junior nella classe 500, Olivier Jacque nella classe 250 e Roberto Locatelli nella classe 125.

## Il calendario
| Data Resoconto         | Gran Premio (Circuito)                  | Vincitori         | Vincitori      | Vincitori        | Vincitori | Vincitori | Vincitori |
| Data Resoconto         | Gran Premio (Circuito)                  | classe 125        | classe 250     | classe 500       |           |           |           |
| 19 marzo Resoconto     | GP del Sudafrica (Welkom)               | Arnaud Vincent    | Shin'ya Nakano | Garry McCoy      |           |           |           |
| 2 aprile Resoconto     | GP della Malesia (Sepang)               | Roberto Locatelli | Shin'ya Nakano | Kenny Roberts Jr |           |           |           |
| 9 aprile Resoconto     | GP del Giappone (Suzuka)                | Yōichi Ui         | Daijirō Katō   | Norifumi Abe     |           |           |           |
| 30 aprile Resoconto    | GP di Spagna (Jerez)                    | Emilio Alzamora   | Ralf Waldmann  | Kenny Roberts Jr |           |           |           |
| 14 maggio Resoconto    | GP di Francia (Le Mans)                 | Yōichi Ui         | Tōru Ukawa     | Àlex Crivillé    |           |           |           |
| 28 maggio Resoconto    | GP d'Italia (Mugello)                   | Roberto Locatelli | Shin'ya Nakano | Loris Capirossi  |           |           |           |
| 11 giugno Resoconto    | GP di Catalogna (Catalunya)             | Simone Sanna      | Olivier Jacque | Kenny Roberts Jr |           |           |           |
| 24 giugno Resoconto    | GP d'Olanda (Assen)                     | Yōichi Ui         | Tōru Ukawa     | Alex Barros      |           |           |           |
| 9 luglio Resoconto     | GP di Gran Bretagna (Donington Park)    | Yōichi Ui         | Ralf Waldmann  | Valentino Rossi  |           |           |           |
| 23 luglio Resoconto    | GP di Germania (Sachsenring)            | Yōichi Ui         | Olivier Jacque | Alex Barros      |           |           |           |
| 20 agosto Resoconto    | GP della Repubblica Ceca (Brno)         | Roberto Locatelli | Shin'ya Nakano | Max Biaggi       |           |           |           |
| 3 settembre Resoconto  | GP del Portogallo (Estoril)             | Emilio Alzamora   | Daijirō Katō   | Garry McCoy      |           |           |           |
| 17 settembre Resoconto | GP della Comunità Valenciana (Valencia) | Roberto Locatelli | Shin'ya Nakano | Garry McCoy      |           |           |           |
| 7 ottobre Resoconto    | GP del Brasile (Jacarepaguá)            | Simone Sanna      | Daijirō Katō   | Valentino Rossi  |           |           |           |
| 15 ottobre Resoconto   | GP del Pacifico (Motegi)                | Roberto Locatelli | Daijirō Katō   | Kenny Roberts Jr |           |           |           |
| 29 ottobre Resoconto   | GP d'Australia (Phillip Island)         | Masao Azuma       | Olivier Jacque | Max Biaggi       |           |           |           |

## Sistema di punteggio e legenda
| Pos.  | 1  | 2  | 3  | 4  | 5  | 6  | 7 | 8 | 9 | 10 | 11 | 12 | 13 | 14 | 15 | 16 > |
| ----- | -- | -- | -- | -- | -- | -- | - | - | - | -- | -- | -- | -- | -- | -- | ---- |
| Punti | 25 | 20 | 16 | 13 | 11 | 10 | 9 | 8 | 7 | 6  | 5  | 4  | 3  | 2  | 1  | 0    |

## Le classi

### Classe 500

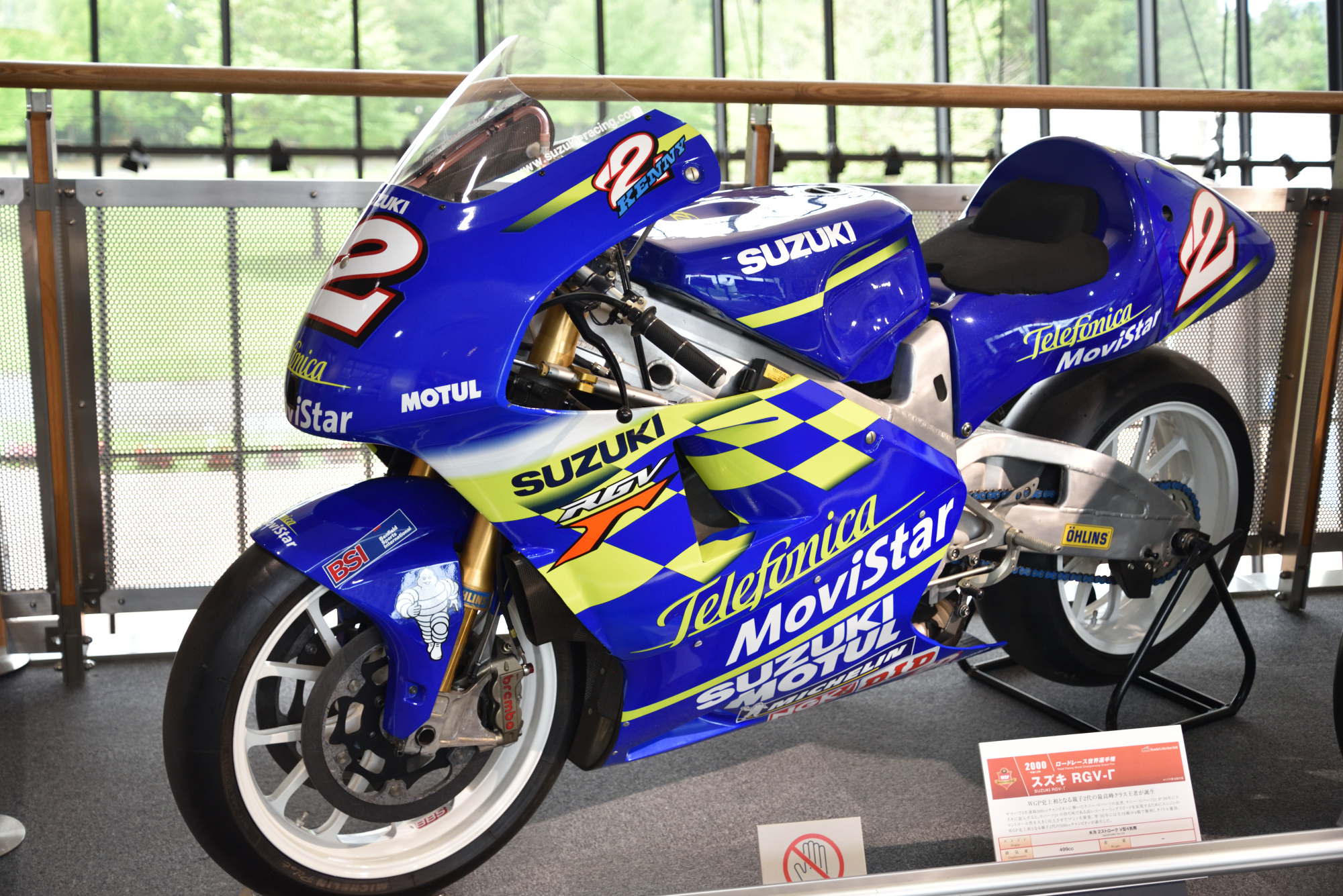
La Suzuki RGV Γ 500 con cui Roberts Jr vinse il titolo mondiale.

Le due case motociclistiche giapponesi Honda e Yamaha, oltre a presentarsi con due team interni che schieravano rispettivamente Àlex Crivillé, Sete Gibernau e Tadayuki Okada la prima, Max Biaggi e Carlos Checa la seconda, rifornirono anche alcuni team esterni. Così vennero equipaggiati di moto ufficiali Honda Valentino Rossi, Alex Barros e Loris Capirossi, di moto ufficiali Yamaha Régis Laconi, Garry McCoy e Norifumi Abe.
Il titolo piloti andò a Kenny Roberts Jr che se lo aggiudicò matematicamente alla terzultima gara della stagione, vincendo anche 4 Gran Premi e precedendo in classifica Valentino Rossi (passato in 500 dopo il titolo ottenuto l'anno precedente in classe 250 e vincitore di 2 prove) e Max Biaggi su Yamaha.
Nella classe 500, per quanto il vincitore del titolo piloti fosse alla guida di una Suzuki, il titolo costruttori venne conquistato dalla Yamaha, che vinse 6 gare con: Biaggi (2), Garry McCoy (3) e Norifumi Abe (1). Sei furono anche i gran premi vinti da piloti Honda con: Rossi (2), Barros (2), Capirossi (1) e Crivillé (1); con questi successi Honda ottenne il secondo posto nella classifica costruttori. Tra l'altro durante la stagione, con la vittoria di Crivillé al GP di Francia, Honda ottenne la sua 139ª vittoria nella classe regina, raggiungendo la MV Agusta che deteneva il record dal 1976.
Diverse gare nella stagione furono avversate da cattive condizioni meteorologiche, i Gran Premio motociclistico della Malesia (accorciato rispetto alla percorrenza prevista), di Spagna (disputato in due manches con risultato dato dalla somma dei tempi), di Catalogna, d'Olanda (disputato anch'esso in due manches) e quello di Gran Bretagna.

Classifica piloti (prime 5 posizioni)
| Pos. | Pilota           | Moto   |     |     |     |     |     |     |     |     |    |    |     |    |     |   |     |   | P.ti |
| ---- | ---------------- | ------ | --- | --- | --- | --- | --- | --- | --- | --- | -- | -- | --- | -- | --- | - | --- | - | ---- |
| 1    | Kenny Roberts Jr | Suzuki | 6   | 1   | 2   | 1   | 6   | 6   | 1   | Rit | 2  | 3  | 4   | 2  | 2   | 6 | 1   | 7 | 258  |
| 2    | Valentino Rossi  | Honda  | Rit | Rit | 11  | 3   | 3   | 12  | 3   | 6   | 1  | 2  | 2   | 3  | Rit | 1 | 2   | 3 | 209  |
| 3    | Max Biaggi       | Yamaha | Rit | 4   | Rit | Rit | Rit | 9   | 5   | 4   | 9  | 4  | 1   | 4  | 3   | 5 | 3   | 1 | 170  |
| 4    | Alex Barros      | Honda  | 4   | 8   | 7   | 5   | 5   | Rit | Rit | 1   | 14 | 1  | Rit | 10 | 5   | 2 | 7   | 4 | 163  |
| 5    | Garry McCoy      | Yamaha | 1   | 3   | 9   | Rit | 4   | Rit | 16  | 15  | 17 | 10 | 3   | 1  | 1   | 3 | Rit | 5 | 161  |
| Pos. | Pilota           | Moto   |     |     |     |     |     |     |     |     |    |    |     |    |     |   |     |   | P.ti |

| Legenda                                                                        | 1º posto        | 2º posto        | 3º posto | A punti      | Senza punti        | Grassetto=Pole position Corsivo=Giro più veloce |
| Legenda                                                                        | Gara non valida | Non qualificato | Ritirato | Squalificato | "-" Dato non disp. | Grassetto=Pole position Corsivo=Giro più veloce |
| Fonte dei dati: motogp.com, racingmemo.free.fr, autosport.com, jumpingjack.nl. |                 |                 |          |              |                    |                                                 |

Classifica costruttori (prime tre posizioni)
| Pos. | Costruttore | Motocicletta         |   |   |   |   |   |   |   |    |   |   |   |   |   |   |   |   | P.ti |
| ---- | ----------- | -------------------- | - | - | - | - | - | - | - | -- | - | - | - | - | - | - | - | - | ---- |
| 1    | Yamaha      | YZR 500              | 1 | 2 | 1 | 2 | 2 | 2 | 2 | 4  | 6 | 4 | 1 | 1 | 1 | 3 | 3 | 1 | 318  |
| 2    | Honda       | NSR 500 e NSR 500 V2 | 3 | 6 | 3 | 3 | 1 | 1 | 3 | 1  | 1 | 1 | 2 | 3 | 5 | 1 | 2 | 2 | 311  |
| 3    | Suzuki      | RGV Γ 500            | 6 | 1 | 2 | 1 | 6 | 4 | 1 | 13 | 2 | 3 | 4 | 2 | 2 | 6 | 1 | 7 | 264  |

### Classe 250

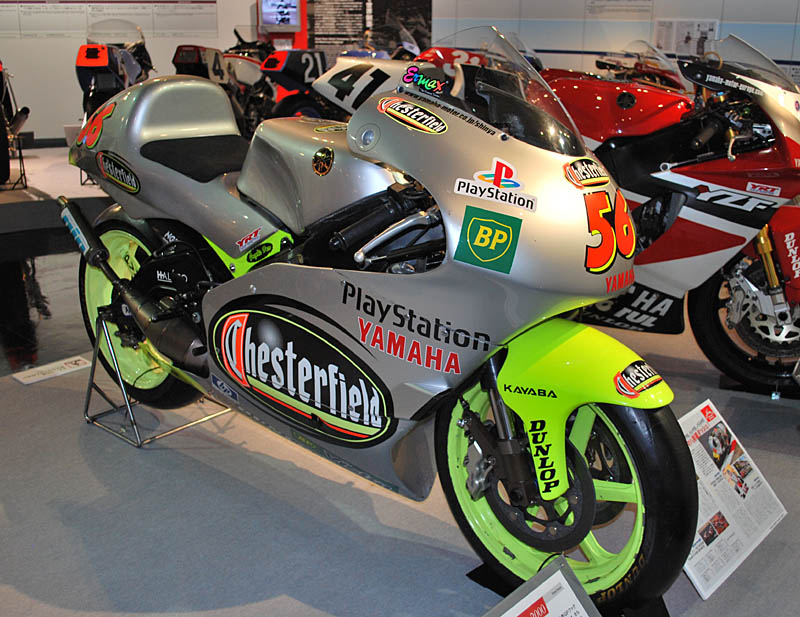
La Yamaha YZR 250 di Shin'ya Nakano.

Dato che il detentore del titolo dell'anno precedente, Valentino Rossi, era passato a gareggiare nella classe di cilindrata superiore, si ebbe un nuovo vincitore per la quarto di litro: il titolo piloti venne ottenuto da Olivier Jacque su Yamaha che precedette il compagno di squadra Shin'ya Nakano; le 8 vittorie conquistate dai due piloti consentirono alla casa motociclistica giapponese di ottenere anche il titolo riservato ai costruttori.
Al secondo posto tra i costruttori arrivò la Honda che ottenne 6 vittorie con i due piloti Daijirō Katō (4) e Tōru Ukawa (2). Due vittorie vennero ottenute anche dall'Aprilia, entrambe con Ralf Waldmann.
In occasione del GP d'Italia solo 14 piloti tagliarono il traguardo, di conseguenza non tutti i punti disponibili vennero assegnati.

Classifica piloti (prime 5 posizioni)
| Pos. | Pilota         | Moto    |    |     |   |    |   |   |   |     |     |     |   |     |   |     |   |   | P.ti |
| ---- | -------------- | ------- | -- | --- | - | -- | - | - | - | --- | --- | --- | - | --- | - | --- | - | - | ---- |
| 1    | Olivier Jacque | Yamaha  | 4  | 2   | 4 | 4  | 3 | 2 | 1 | 2   | 2   | 1   | 3 | 2   | 2 | Rit | 4 | 1 | 279  |
| 2    | Shin'ya Nakano | Yamaha  | 1  | 1   | 3 | 15 | 2 | 1 | 3 | 3   | 7   | 3   | 1 | Rit | 1 | 4   | 2 | 2 | 272  |
| 3    | Daijirō Katō   | Honda   | 2  | 3   | 1 | 2  | 6 | 3 | 4 | 8   | 10  | 4   | 6 | 1   | 5 | 1   | 1 | 3 | 259  |
| 4    | Tōru Ukawa     | Honda   | 3  | Rit | 2 | 3  | 1 | 6 | 2 | 1   | 4   | 2   | 2 | Rit | 4 | 2   | 5 | 6 | 239  |
| 5    | Marco Melandri | Aprilia | 13 | 5   | 5 | 6  | 4 | 4 | 6 | Rit | Rit | Rit | 4 | 3   | 3 | 3   | 3 | 5 | 159  |
| Pos. | Pilota         | Moto    |    |     |   |    |   |   |   |     |     |     |   |     |   |     |   |   | P.ti |

| Legenda                                                                        | 1º posto        | 2º posto        | 3º posto | A punti      | Senza punti        | Grassetto=Pole position Corsivo=Giro più veloce |
| Legenda                                                                        | Gara non valida | Non qualificato | Ritirato | Squalificato | "-" Dato non disp. | Grassetto=Pole position Corsivo=Giro più veloce |
| Fonte dei dati: motogp.com, racingmemo.free.fr, autosport.com, jumpingjack.nl. |                 |                 |          |              |                    |                                                 |

Classifica costruttori (prime tre posizioni)
| Pos. | Costruttore | Motocicletta |   |   |   |   |   |   |   |   |   |   |   |   |   |   |   |   | P.ti |
| ---- | ----------- | ------------ | - | - | - | - | - | - | - | - | - | - | - | - | - | - | - | - | ---- |
| 1    | Yamaha      | YZR 250      | 1 | 1 | 3 | 4 | 2 | 1 | 1 | 2 | 2 | 1 | 1 | 2 | 1 | 4 | 2 | 1 | 342  |
| 2    | Honda       | NSR 250      | 2 | 3 | 1 | 2 | 1 | 3 | 2 | 1 | 4 | 2 | 2 | 1 | 4 | 1 | 1 | 3 | 324  |
| 3    | Aprilia     | RSV 250      | 6 | 4 | 5 | 1 | 4 | 4 | 5 | 6 | 1 | 5 | 4 | 3 | 3 | 3 | 3 | 4 | 232  |

### Classe 125
Come già accaduto in classe 500, anche nella classe 125 a fronte della vittoria di un pilota Aprilia, il titolo costruttori fu appannaggio della Honda; il titolo piloti fu di Roberto Locatelli che ottenne anche 5 vittorie e precedette in classifica Yōichi Ui su Derbi (anch'egli 5 vittorie) e il già detentore del titolo 1999 Emilio Alzamora su Honda.
Sempre nella classe 125, in occasione del GP del Pacifico, Lucio Cecchinello aveva passato il traguardo in 4ª posizione ma è stato in seguito squalificato; i punti relativi alla sua posizione non sono però stati immediatamente riportati sulle seguenti posizioni in classifica. La conseguenza si è avuta anche in minima parte sulle classifiche finali del campionato che differiscono leggermente tra di loro in base alle fonti e alle date di pubblicazione; ciò non ha messo peraltro mai in dubbio la reale classifica finale per quanto riguarda le prime posizioni.
Tra le curiosità, da citare la presenza in gara di due fratelli sammarinesi, Alex e William De Angelis; tra l'altro vi era anche un terzo sammarinese in gara, Manuel Poggiali.
Anche in questa classe in una occasione vi furono solamente 14 piloti al traguardo: in occasione del GP di Catalogna non furono pertanto assegnati tutti i punti disponibili.

Classifica piloti (prime 5 posizioni)
| Pos. | Pilota            | Moto    |     |   |     |    |     |     |     |     |   |     |     |     |    |     |     |     | P.ti |
| ---- | ----------------- | ------- | --- | - | --- | -- | --- | --- | --- | --- | - | --- | --- | --- | -- | --- | --- | --- | ---- |
| 1    | Roberto Locatelli | Aprilia | 4   | 1 | Rit | 3  | 4   | 1   | Rit | 6   | 4 | 2   | 1   | 2   | 1  | Rit | 1   | Rit | 230  |
| 2    | Yōichi Ui         | Derbi   | Rit | 2 | 1   | 21 | 1   | Rit | Rit | 1   | 1 | 1   | 2   | Rit | 3  | 3   | Rit | 2   | 217  |
| 3    | Emilio Alzamora   | Honda   | 3   | 4 | 5   | 1  | 3   | 7   | Rit | Rit | 2 | Rit | 3   | 1   | 5  | 8   | 2   | 4   | 203  |
| 4    | Masao Azuma       | Honda   | 9   | 8 | 3   | 4  | Rit | 3   | 2   | 9   | 5 | Rit | Rit | Rit | 2  | 2   | 4   | 1   | 176  |
| 5    | Noboru Ueda       | Honda   | 5   | 5 | 2   | 5  | Rit | 6   | Rit | 2   | 3 | 13  | 5   | Rit | 11 | 6   | 7   | 3   | 153  |
| Pos. | Pilota            | Moto    |     |   |     |    |     |     |     |     |   |     |     |     |    |     |     |     | P.ti |

| Legenda                                                                        | 1º posto        | 2º posto        | 3º posto | A punti      | Senza punti        | Grassetto=Pole position Corsivo=Giro più veloce |
| Legenda                                                                        | Gara non valida | Non qualificato | Ritirato | Squalificato | "-" Dato non disp. | Grassetto=Pole position Corsivo=Giro più veloce |
| Fonte dei dati: motogp.com, racingmemo.free.fr, autosport.com, jumpingjack.nl. |                 |                 |          |              |                    |                                                 |

Classifica costruttori (prime tre posizioni)
| Pos. | Costruttore | Motocicletta |    |   |   |   |   |    |   |   |   |   |   |    |   |   |   |   | P.ti |
| ---- | ----------- | ------------ | -- | - | - | - | - | -- | - | - | - | - | - | -- | - | - | - | - | ---- |
| 1    | Honda       | RS 125 R     | 2  | 3 | 2 | 1 | 2 | 2  | 2 | 2 | 2 | 5 | 3 | 1  | 2 | 2 | 2 | 1 | 318  |
| 2    | Aprilia     | RS 125 R     | 1  | 1 | 4 | 3 | 4 | 1  | 1 | 5 | 4 | 2 | 1 | 2  | 1 | 1 | 1 | 9 | 313  |
| 3    | Derbi       | 125 GP       | 15 | 2 | 1 | 9 | 1 | 11 | 6 | 1 | 1 | 1 | 2 | 12 | 3 | 3 | 9 | 2 | 251  |